# Kreuzeck (Wettersteingebirge)
Das Kreuzeck ist ein 1650 m ü. NHN hoher Berg rund vier Kilometer südlich von Garmisch-Partenkirchen.
Das Skigebiet Kreuzeck auf 1340 m ü. NHN Höhe wurde aus Anlass der Olympischen Winterspiele 1936 angelegt. Die auch dort gelegene Kandahar-Abfahrt wird heute für Weltcuprennen genutzt. Zu erreichen ist das Kreuzeck mit der Kreuzeckbahn oder zu Fuß über Wanderwege. Direkt daran angeschlossen ist das Kreuzeckhaus.
Auf dem Kreuzeck befindet sich auch der UKW-Hörfunk- und Fernsehsender Garmisch/Kreuzeck, von dem fünf Hörfunkprogramme und über DVB-T zwölf Fernsehprogramme für die Region Garmisch-Partenkirchen ausgestrahlt werden.

## Tourismus
Winter: Skigebiet
Sommer: Aussichtsberg mit leichten Wanderungen zu den Hütten Hochalm oder Kreuzalm und Übergang zur Alpspitze. Ausgangspunkt für anspruchsvolle Bergwanderung über Hupfleitenjoch und Knappenhäuser zur Höllentalangerhütte und ins Höllental.
Anfahrt: Haltepunkt der Bayerischen Zugspitzbahn.

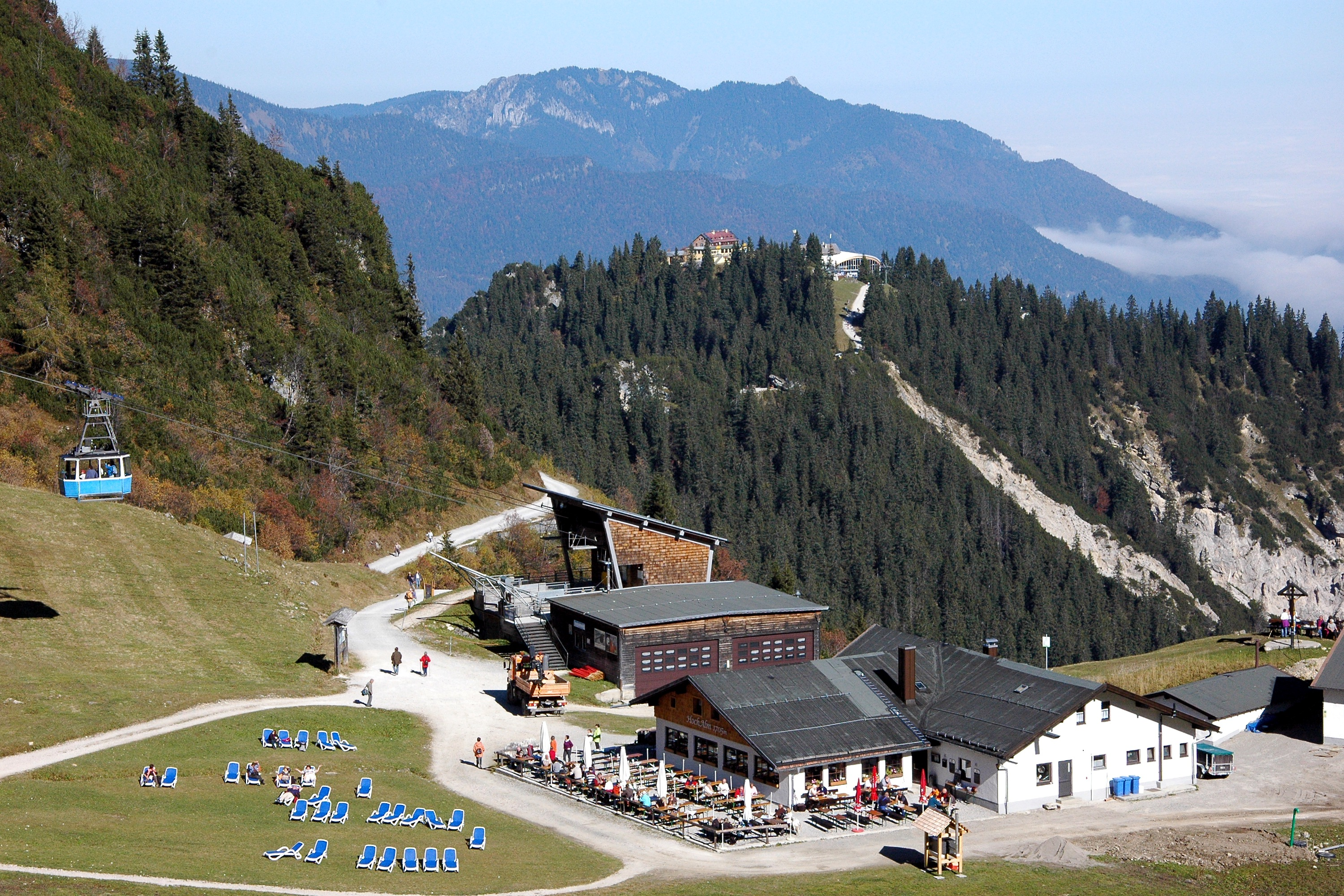
Blick über Hochalm und Hochalmbahn zum Kreuzeck (2010)
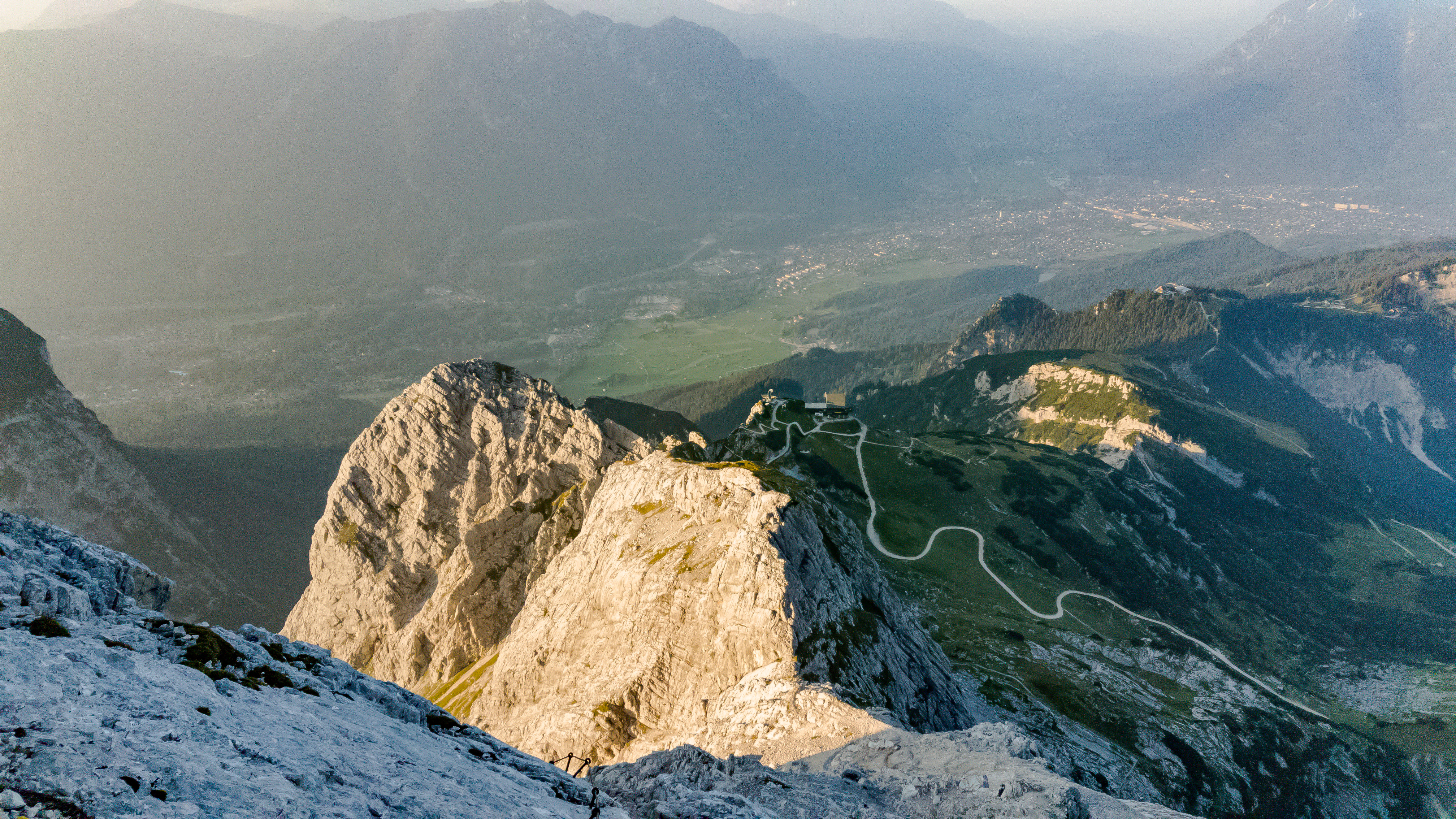
Osterfelderkopf und Kreuzeck von der Alpspitze aus gesehen